# جامع أبو عابد
جامع أبو عابد مسجد شهير يقع في وسط مدينة دير الزور في سورية.

## تاريخه
بني الجامع في خمسينات القرن العشرين على نفقة الوزير محمد بك العايش.

## تسميته
سمي الجامع نسبةً إلى الشيخ محمد السائح من مواليد 729 هجري، وهو «السيد محمد السائح بن عبد الله بن الحسين بن جعفر بن عبد الله بن أحمد البركدي بن محمد شهاب الدين بن عابد بن محمد الهادي بن عبد الله بن محمد البركدي بن أحمد بن محمد الأصغر بن محمد الثاني الأكبر العسكري الملقب بسبع الدجيل بن علي الهادي بن محمد الجواد بن علي الرضا بن موسى الكاظم بن جعفر الصادق بن محمد الباقر بن علي زين العابدين بن الإمام الحسين بن علي بن أبي طالب»، الملقب «أبو عابد» جد قبيلة البقارة أكبر القبائل السورية، والذي خرج سائحاً للدعوة إلى الله تعالى وذلك بعد سقوط بغداد على يد المغول، فذهب متنقلاً بين اليمن وسوريا إلى أن استقر في دير الزور وحضرته الوفاة عام 814 هجري.

## موقعه
يقع الجامع في وسط مدينة دير الزور في الحي المكنى باسمه «أبو عابد»، ويعتبر من الأحياء الهامة في دير الزور، فهو من أنشط الأحياء التجارية في المدينة لما يتفرع عنه من شوارع هامة، فقد بنيت المساكن جنوبي الشارع العام حيث يعد هذا الشارع هو حدود الحي من الشمال، أما من الشرق فيعد الرصيف الغربي لشارع حسن الطه الحدود الشرقية لحي أبو عابد، ومن الجنوب امتداد رصيف شارع التكايا الشمالي، ومن الغرب الجدار الغربي بقجة الباشا والتي قد أزيلت في الستينيات من القرن العشرين وبنيت مكانها مكاتب البريد وسينما الكندي واتحاد العمال وغيرها من المحلات التجارية، أما حدود الحي من الجنوب فهي دوار التموين

## مزار أبو عابد
يقع المزار خلف الجامع، وهو عبارة عن غرفة مبنية من الإسمنت المسلح تعلوها قبة إسمنتية على كاملها، ويوجد بها نافذتان ومدخل واحد تحتوي على قبرين أحدهما للشيخ أبو عابد والثاني لأحد سدنة المقام.
ويقصد الناس مزار أبو عابد من كل مكان، وهناك من يأتيه ويدعو الله بالشفاء عنده، وآخرون يقصدونه علهم يجدون مخرجاً لمشكلة ما واجهتهم، وأناس آخرون يقدمون النذر والهبات إن تحققت أمانيهم، وقسم من النساء يأتين مع أطفالهن لطرد الحسد عنهم ولتحصينهم مما يسمونه الإصابة بالعين.